# 2007年度壹電視大獎得獎名單
2007年度壹電視大獎頒獎典禮於2007年3月29日舉行，並由袁詠儀及熊黛林擔任頒獎嘉賓。

## 十大電視節目
- 第一位：美女廚房
- 第二位：賭場風雲
- 第三位：向世界出發
- 第四位：15/16
- 第五位：女人唔易做
- 第六位：鳳凰四重奏[2]
- 第七位：肥田囍事
- 第八位：突圍行動
- 第九位：天幕下的戀人
- 第十位：火舞黃沙[2]

## 十大電視藝人
- 第一位：佘詩曼[2]
- 第二位：宣萱
- 第三位：胡杏兒
- 第四位：鄭嘉穎
- 第五位：蘇玉華
- 第六位：黃宗澤
- 第七位：郭晉安
- 第八位：廖碧兒
- 第九位：陳豪
- 第十位：楊思琦

## 最有前途藝人
- 2006壹電視 最有前途男藝人：森美
- 2006壹電視 最有前途女藝人：徐淑敏

## 其他獎項
- TITONI 超凡魅力男藝人大獎：陳豪
- 奇華餅家 演技躍進大獎：胡杏兒
- PHILIPS 星勢非凡大獎：佘詩曼（一說「最具活力藝人大獎」[2]）
- 金至尊珠寶 氣質女人大獎：宣萱
- mYoga動靜相融女藝人大獎：鍾嘉欣
- HEKURA 最具自信新晉女藝人大獎：陳法拉